# Венгерские клоны АК
Автоматы Калашникова производства Венгрии включают в себя несколько различных моделей, модификаций и вариантов исполнения.

## История
После окончания второй мировой войны на вооружении вооружённых сил Венгрии осталось стрелковое оружие нескольких различных систем под разные варианты боеприпасов. 
В условиях начавшейся «холодной войны» 14 мая 1955 года Венгерская Народная Республика вошла в Организацию Варшавского Договора и приняла на себя обязательства о стандартизации используемого вооружения и военной техники. Предложение о унификации стрелкового оружия и боеприпасов армий стран Варшавского договора поддержал главнокомандующий Объединёнными вооружёнными силами стран Варшавского договора маршал И. С. Конев.
После получения комплекта технической документации из СССР, на заводе FÉG в городе Будапешт началось освоение производства автомата АК. Также был освоен выпуск патронов 7,62 × 39 мм к нему.
В дальнейшем, венгерскими оружейниками были разработаны несколько модификаций АК.
В ноябре 1980 года, после получения разрешения правительства СССР, правительство ВНР передало лицензию на производство модифицированных венгерских вариантов 7,62-мм автомата Калашникова АКМ с постоянным прикладом и автомата АКМС со складывающимся прикладом Народной Республике Мозамбик.
После смены правительства в 1989 году военные расходы были уменьшены, началось сокращение вооружённых сил. В 1991 году государственный завод FÉG был перерегистрирован как акционерное общество "FÉGARMY Fegyvergyártó Kft.", экспорт венгерских вариантов АК был увеличен.
В 1994 году Венгрия начала активное участие в программе НАТО «Партнёрство ради мира», а 12 марта 1999 года - вошла в состав блока НАТО (стандартным автоматным патроном которого является 5,56 × 45 мм), и приняла на себя обязательства перейти на стандарты НАТО, однако 7,62-мм автоматы Калашникова по-прежнему остались основным типом стрелкового оружия вооружённых сил Венгрии.
В октябре 2001 года США начали войну в Афганистане, весной 2003 года — совершили вторжение в Ирак. В дальнейшем, под контролем США в Ираке и Афганистане началось формирование новых вооружённых сил и охранно-полицейских структур, на вооружение которых начали закупать автоматы Калашникова.
В 2004 году завод FÉG был признан банкротом и производство автоматов Калашникова в Венгрии было прекращено.

## Варианты и модификации
- AK-55 — точная лицензионная копия автомата Калашникова, производившаяся с 1959 по 1962 год.
- AMD-63 (AKM-63) — модернизированный вариант AK-55, принятый на вооружение венгерской армии в 1963 году. Основные отличия от предшественника — штампованная ствольная коробка, металлическое цевьё, оставляющее газовую трубку открытой и имеющее дополнительную рукоятку, выступающее основание пистолетной рукоятки (характерная черта венгерских вариантов АК). Выпускался самозарядный вариант AKM-63, оснащавшийся магазинами на 20 патронов и предназначенный для продажи на экспорт.
- AMD-65 (Automata Módosított Desszantfegyver) — модернизированный вариант AMD-63 для мотострелков и десантников образца 1965 года. Имеет складной вправо металлический трубчатый приклад, укороченный до 318 мм ствол с новым дульным тормозом-компенсатором и переднюю рукоятку для удержания оружия. AMD-65 позднего выпуска имели пластиковую пистолетную рукоятку вместо деревянной. Также выпускался самозарядный экспортный вариант AMD-65.
- AMP-69 — дальнейшая модернизация автомата. Особенности — возможность стрельбы винтовочными гранатами, крепление для кронштейна с оптическим прицелом на левой стороне ствольной коробки, амортизирующий упор на складном прикладе, пластмассовое цевьё без дополнительной рукоятки. Автомат был принят на вооружение армии в 1974 году, а полиции — в 1975.
- AK-63 — копия АКМ, разработанная в 1977 году и принятая на вооружение в 1986 году.
- NGM-81 — вариант 1981 года под патрон 5,45×39 мм, после присоединения к Альянсу, производился под стандартный боеприпас НАТО — 5,56×45 мм. Представляет собой копию АК74.
- FEG SA-85 - самозарядный вариант АК-63 для коммерческой продажи в США и странах Запада. В период после 1989 года для продажи в США был предложен вариант FEG SA-85M, а после запрета на импорт оружия армейских образцов в сентябре 1994 года (Federal Assault Weapons Ban) - вариант SA-2000S.

## Страны-эксплуатанты
- Венгрия[3]
- Вьетнам - небольшое количество 7,62-мм автоматов было получено из Венгрии, после окончания войны во Вьетнаме и сокращения численности войск до уровня мирного времени они использовались в качестве учебного оружия[4]
- Грузия — 1186 шт. AMD-65 было поставлено из Венгрии в период до 15 мая 2008 года[5]
- Исламская Республика Афганистан[3]
- Мозамбик[2]
- США - в 1985 году через частную фирму "Kassnar" (из города Гаррисберг, штат Пенсильвания) в качестве гражданского оружия в США была продана партия самозарядных вариантов AK-63 (под наименованием SA-85), однако уже в 1989 году правительство США запретило импорт автоматов в качестве гражданского оружия, а 13 сентября 1994 года - запретило импорт самозарядных вариантов автоматов Калашникова[6]